# Sven Kums
Sven Kums, né le 26 février 1988 à Asse en Belgique, est un footballeur belge, aujourd'hui retraité, qui joue au poste de milieu de terrain.

## Biographie

### En club
Formé au RSC Anderlecht, il intègre le noyau de l'équipe première en 2006. Il est directement prêté pour toute la saison 2006-2007 au Lierse SK pour s'aguerrir. Là-bas, il évolue notamment sous les ordres de l'entraîneur norvégien Kjetil Rekdal. Après son passage au Lierse, il retourne à Anderlecht mais ne reçoit jamais sa chance. En janvier 2008, il est prêté pour six mois au KV Courtrai, qui évolue alors en Division 2. Il décroche le titre de champion et décide de s'engager définitivement avec le club courtraisien.
Le  29 mars 2011, il signe un contrat de quatre années auprès du SC Heerenveen, en première division néerlandaise, qu'il rejoint au terme de la saison. Après deux saisons, il perd sa place et a la possibilité de revenir en Belgique, où il s'engage pour trois ans avec le SV Zulte Waregem avant de rejoindre La Gantoise avec laquelle il remporte le titre de champion 2014-2015. Sur un plan individuel, il remporte le Soulier d'or en janvier 2016.
Auteur d'une bonne saison avec Gand, il décroche un contrat à Watford, et est immédiatement prêté à l'Udinese. Il évolue une trentaine de matches en Italie, avant de revenir au Sporting d'Anderlecht à l'ouverture du mercato d'été 2017.
Le 7 mai 2025, Sven Kums annonce qu'il met fin à sa carrière professionnelle à l'issue de la saison 2024-2025 après près de vingt ans et plus de sept cents rencontre disputées au plus haut niveau.

### En sélections nationales
Sven Kums dispute deux rencontres de l'International Challenge Trophy 2007–2009 (en) avec les moins de 20 ans, dont la finale, et remporte le trophée en compagnie notamment de Simon Mignolet, Radja Nainggolan et Vadis Odjidja Ofoe.
Le 2 octobre 2015, alors que La Gantoise cartonne en Ligue des champions, Kums est sélectionné par Marc Wilmots pour les matches de qualifications pour l'Euro 2016 contre Andorre et Israël, ainsi que pour la rencontre amicale qui suit au mois de novembre face à l'Italie, mais il ne monte toutefois pas au jeu.

## Style de jeu
Sven Kums est un milieu de terrain box to box.

## Statistiques

### En club
| Saison                | Club                   | Championnat           | Championnat | Championnat | Championnat | Coupe(s) nationale(s) | Coupe(s) nationale(s) | Coupe(s) nationale(s) | Supercoupe | Supercoupe | Supercoupe | Compétition(s) continentale(s) | Compétition(s) continentale(s) | Compétition(s) continentale(s) | Compétition(s) continentale(s) | Autres compétitions | Autres compétitions | Autres compétitions | Autres compétitions | Total | Total | Total |
| Saison                | Club                   | Division              | M.          | B.          | P.d.        | M.                    | B.                    | P.d.                  | M.         | B.         | P.d.       | Comp.                          | M.                             | B.                             | P.d.                           | Comp.               | M.                  | B.                  | P.d.                | M.    | B.    | P.d.  |
| 2006-2007             | Lierse SK (prêt)       | Division 1            | 14          | 1           | 3           | -                     | -                     | -                     | -          | -          | -          | -                              | -                              | -                              | -                              | TF                  | 6                   | 0                   | 0                   | 20    | 1     | 3     |
| 2007-2008             | KV Courtrai (prêt)     | Division 2            | 16          | 5           | 0           | 2                     | 0                     | 0                     | -          | -          | -          | -                              | -                              | -                              | -                              | -                   | -                   | -                   | -                   | 18    | 5     | 0     |
| 2008-2009             | KV Courtrai            | Division 1            | 33          | 7           | 2           | 3                     | 0                     | 2                     | -          | -          | -          | -                              | -                              | -                              | -                              | -                   | -                   | -                   | -                   | 36    | 7     | 4     |
| 2009-2010             | KV Courtrai            | Division 1            | 29          | 1           | 4           | 4                     | 0                     | 0                     | -          | -          | -          | -                              | -                              | -                              | -                              | PO1                 | 9                   | 0                   | 1                   | 42    | 1     | 5     |
| 2010-2011             | KV Courtrai            | Division 1            | 28          | 2           | 7           | 2                     | 0                     | 1                     | -          | -          | -          | -                              | -                              | -                              | -                              | PO2                 | 1                   | 0                   | 0                   | 31    | 2     | 8     |
| Sous-total            | Sous-total             | Sous-total            | 106         | 15          | 13          | 11                    | 0                     | 3                     | -          | -          | -          | -                              | -                              | -                              | -                              | -                   | 10                  | 0                   | 1                   | 127   | 15    | 17    |
| 2011-2012             | SC Heerenveen          | Eredivisie            | 33          | 2           | 3           | 5                     | 1                     | 3                     | -          | -          | -          | -                              | -                              | -                              | -                              | -                   | -                   | -                   | -                   | 38    | 3     | 6     |
| 2012-2013             | SC Heerenveen          | Eredivisie            | 32          | 2           | 3           | 3                     | 0                     | 0                     | -          | -          | -          | C3                             | 4                              | 0                              | 1                              | -                   | -                   | -                   | -                   | 39    | 2     | 4     |
| 2013-2014             | SC Heerenveen          | Eredivisie            | 4           | 0           | 0           | -                     | -                     | -                     | -          | -          | -          | -                              | -                              | -                              | -                              | -                   | -                   | -                   | -                   | 4     | 0     | 0     |
| Sous-total            | Sous-total             | Sous-total            | 69          | 4           | 6           | 8                     | 1                     | 3                     | -          | -          | -          | -                              | 4                              | 0                              | 1                              | -                   | -                   | -                   | -                   | 81    | 5     | 10    |
| 2013-2014             | SV Zulte Waregem       | Division 1            | 21          | 3           | 4           | 6                     | 1                     | 0                     | -          | -          | -          | C3                             | 6                              | 0                              | 1                              | PO1                 | 8                   | 1                   | 1                   | 41    | 5     | 6     |
| 2014-2015             | KAA La Gantoise        | Division 1            | 17          | 0           | 0           | 3                     | 0                     | 0                     | -          | -          | -          | -                              | -                              | -                              | -                              | PO1                 | 9                   | 1                   | 1                   | 29    | 1     | 1     |
| 2015-2016             | KAA La Gantoise        | Division 1            | 30          | 12          | 6           | 4                     | 1                     | 0                     | 1          | 0          | 0          | C1                             | 8                              | 2                              | 2                              | PO1                 | 9                   | 1                   | 0                   | 52    | 16    | 8     |
| 2016-2017             | KAA La Gantoise        | Division 1A           | 5           | 0           | 0           | -                     | -                     | -                     | -          | -          | -          | C3                             | 3                              | 0                              | 1                              | PO1                 | -                   | -                   | -                   | 8     | 0     | 1     |
| Sous-total            | Sous-total             | Sous-total            | 52          | 12          | 6           | 7                     | 1                     | 0                     | 1          | 0          | 0          | -                              | 11                             | 2                              | 3                              | -                   | 18                  | 2                   | 1                   | 89    | 17    | 10    |
| 2016-2017             | Udinese Calcio (prêt)  | Serie A               | 29          | 0           | 1           | -                     | -                     | -                     | -          | -          | -          | -                              | -                              | -                              | -                              | -                   | -                   | -                   | -                   | 29    | 0     | 1     |
| 2017-2018             | RSC Anderlecht         | Division 1A           | 25          | 0           | 2           | 2                     | 0                     | 0                     | 1          | 0          | 0          | C1                             | 5                              | 0                              | 0                              | PO1                 | 10                  | 0                   | 0                   | 43    | 0     | 2     |
| 2018-2019             | RSC Anderlecht         | Division 1A           | 21          | 5           | 3           | 1                     | 0                     | 0                     | -          | -          | -          | C3                             | 3                              | 0                              | 2                              | PO1                 | 10                  | 0                   | 0                   | 35    | 5     | 5     |
| Sous-total            | Sous-total             | Sous-total            | 46          | 5           | 5           | 3                     | 0                     | 0                     | 1          | 0          | 0          | -                              | 8                              | 0                              | 2                              | -                   | 20                  | 0                   | 0                   | 78    | 5     | 7     |
| 2019-2020             | KAA La Gantoise (prêt) | Division 1A           | 22          | 1           | 1           | 1                     | 0                     | 0                     | -          | -          | -          | C3                             | 9                              | 0                              | 0                              | -                   | -                   | -                   | -                   | 32    | 1     | 1     |
| 2020-2021             | KAA La Gantoise        | Division 1A           | 30          | 3           | 5           | 2                     | 0                     | 0                     | -          | -          | -          | C1+C3                          | 1+6                            | 0+0                            | 1+0                            | PO2                 | 6                   | 0                   | 1                   | 45    | 3     | 7     |
| 2021-2022             | KAA La Gantoise        | Division 1A           | 32          | 0           | 3           | 5                     | 1                     | 0                     | -          | -          | -          | C4                             | 11                             | 2                              | 0                              | PO2                 | 6                   | 0                   | 2                   | 54    | 3     | 5     |
| 2022-2023             | KAA La Gantoise        | Division 1A           | 32          | 2           | 6           | 1                     | 0                     | 0                     | 1          | 0          | 0          | C3+C4                          | 2+11                           | 0+1                            | 0+1                            | PO2                 | 6                   | 1                   | 3                   | 53    | 4     | 10    |
| 2023-2024             | KAA La Gantoise        | Division 1A           | 23          | 1           | 5           | 3                     | 1                     | 0                     | -          | -          | -          | C4                             | 12                             | 0                              | 3                              | PO2+BE              | 6+1                 | 0+0                 | 0+0                 | 45    | 2     | 8     |
| 2024-2025             | KAA La Gantoise        | Division 1A           | 20          | 2           | 0           | 1                     | 0                     | 0                     | -          | -          | -          | C4                             | 12                             | 1                              | 1                              | PO1                 | 4                   | 0                   | 0                   | 37    | 3     | 1     |
| Sous-total            | Sous-total             | Sous-total            | 159         | 9           | 20          | 13                    | 2                     | 0                     | 1          | 0          | 0          | -                              | 64                             | 4                              | 6                              | -                   | 29                  | 1                   | 6                   | 266   | 16    | 32    |
| Total sur la carrière | Total sur la carrière  | Total sur la carrière | 496         | 49          | 58          | 48                    | 5                     | 6                     | 3          | 0          | 0          | -                              | 93                             | 6                              | 13                             | -                   | 91                  | 4                   | 9                   | 731   | 64    | 86    |

## Palmarès

### En club
|  |  | KV Courtrai - Championnat de Belgique de deuxième division (1) : - Champion : 2008. |  | SV Zulte Waregem - Coupe de Belgique : - Finaliste : 2014. |  | KAA La Gantoise - Championnat de Belgique (1) : - Champion : 2015. - Vice-champion : 2020. - Coupe de Belgique (1) : - Vainqueur : 2022. - Supercoupe de Belgique (1) : - Vainqueur : 2015. - Finaliste : 2022. |  | RSC Anderlecht - Supercoupe de Belgique (1) : - Vainqueur : 2017. |

### En sélections nationales
|  |  | Belgique -20 ans - International Challenge Trophy (en) (1) : - Vainqueur : 2009 (en). |

### Distinctions personnelles
- Élu Soulier d'or belge en 2015[8].

## Vie privée
D'un point de vue familial, il est le cousin de Gregory Mertens, ancien joueur du Cercle Bruges KSV et du KSC Lokeren, mort le 30 avril 2015.